# Lumen gentium

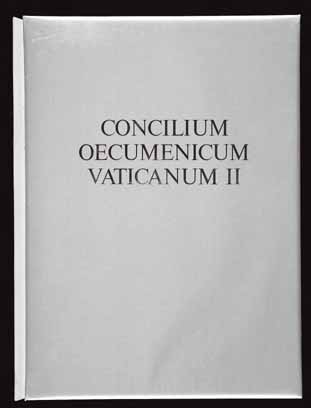
Zweites Vatikanisches Konzil

Lumen gentium (LG) („[Christus ist das] Licht der Völker“) heißt, gemäß ihren Anfangsworten, die Dogmatische Konstitution über die Kirche, die vom Zweiten Vatikanischen Konzil formuliert und am 21. November 1964 von Papst Paul VI. promulgiert wurde. Erstmals in der bald 2000-jährigen dogmengeschichtlichen Entwicklung äußert sich darin das höchste kirchliche Lehramt ausführlich zur Lehre von der Kirche als solcher.
Das Hauptanliegen der Konstitution liegt darin, dass Christus als Mitte der Kirche deutlicher hervortritt. In deutlich biblisch geprägter Sprache und unter starkem Rückgriff auf die Theologie der Kirchenväter betont die römisch-katholische Kirche ihren Charakter als mystischer Leib Christi und „Wanderndes Gottesvolk“ und vermeidet insbesondere Engführungen auf den nur institutionellen Charakter der Kirche.

## Zusammenfassung
Die insgesamt 69 Artikel der Konstitution gliedern sich in acht Kapitel:

### I. Das Mysterium der Kirche
In Christus ist die Kirche das Sakrament der Vereinigung mit Gott wie der Menschen untereinander (1). Um die Menschen zur „Teilhabe am göttlichen Leben“ zu erheben, gewährt der Schöpfer ihnen „Hilfen zum Heil“, vorgeprägt im Volk Israel, zur Vollendung bestimmt in der Kirche „vom gerechten Abel bis zum letzten Erwählten“ (2). In Christus, dem Sohn, sind auch seine Erwählten zu Söhnen Gottes berufen. In der Kirche ist das mit Christus angebrochene Himmelreich auf Erden geheimnisvoll gegenwärtig (3). Der Heilige Geist wohnt in der Kirche und betet in den Herzen der Gläubigen. Er verjüngt die Kirche und führt sie als Braut zu Christus (4). Die Kirche gründet sich auf die Verkündigung Christi, der als Priester auferstanden ist und seine Sendung auf die Jünger übertragen hat (5). Das Wesen der Kirche erschließt sich seit alttestamentlicher Zeit in verschiedenen Bildern aus der Welt der Hirten (Herde, Schafstall), der Bauern (Acker, Pflanzung, Weinberg), des Wohnens (Zelt, Haus, Eckstein, Tempel, Stadt), der Erotik (geschmückte Braut) und in anderen Bildern. Auf Erden weiß sich die Kirche allerdings fremd und in Pilgerschaft begriffen (6). Die Gläubigen werden Glieder am Leib Christi mit verschiedenen Aufgaben. Sie wachsen allesamt auf Christus hin, der das Haupt dieses Leibes ist (7). Der göttlichen und menschlichen Natur Christi entsprechend ist die Kirche eine komplexe Wirklichkeit aus hierarchischer Struktur und mystischem Leib, aus sichtbarer Versammlung und geistlicher Gemeinschaft. Sie ist in der katholischen Kirche sichtbar in der Welt verfasst, ohne auszuschließen, „daß außerhalb ihres Gefüges vielfältige Elemente der Heiligung und der Wahrheit zu finden sind, die als der Kirche Christi eigene Gaben auf die katholische Einheit hindrängen“. Die Kirche ist gerufen, den Weg Christi in Armut und Verfolgung zu gehen. Sie umfasst allerdings auch „Sünder in ihrem eigenen Schoß“, daher geht sie „zugleich heilig und reinigungsbedürftig“ der vollen Offenbarung des göttlichen Geheimnisses entgegen (8).

### II. Das Volk Gottes
Gott wollte die Menschen nicht einzeln retten, sondern als ein Volk. Dazu berief er als erstes das Volk Israel, bevor er in Christus einen Neuen Bund schloss mit seinem Volk aus Juden und Heiden, in dem die ganze Menschheit berufen ist zur Würde und Freiheit der Kinder Gottes (9). Durch den Heiligen Geist werden sie alle zum priesterlichen Amt Christi geweiht. Das hierarchische Priestertum vollzieht dabei die eucharistische Darbringung, an dem die Gläubigen teilnehmen „im Empfang der Sakramente, im Gebet, in der Danksagung, im Zeugnis eines heiligen Lebens, durch Selbstverleugnung und tätige Liebe“ (10). Unterschieden ist das hierarchische Priestertum vom gemeinsamen Priestertum der Gläubigen dem Wesen und nicht bloß dem Grade nach, wenngleich sie einander zugeordnet sind (10). Geprägt wird die priesterliche Gemeinschaft durch die sieben Sakramente: Taufe, Firmung, Eucharistie, Buße, Krankensalbung, Weihe und Ehe (11). Die Gläubigen haben aber auch Anteil am prophetischen Amt Christi Zeugnis abzulegen. Dank des Heiligen Geistes kann ihre Gesamtheit im Glauben nicht irren. Ihre ebenfalls vom Heiligen Geist den Einzelnen gegebenen Charismata werden aber von der Hierarchie geprüft (12). In der Kirche sind alle Menschen gerufen, in weltumspannende Gemeinschaft miteinander zu treten. Wenn sich die Kirche auch unter ihren Bischöfen und Patriarchen in verschiedene Teilkirchen gliedert, stehen diese doch in enger Verbindung und tauschen untereinander geistliche und materielle Güter aus (13). Die pilgernde Kirche ist zum Heil notwendig. Katholiken werden aber nicht gerettet, wenn sie abfallen oder der Kirche nur äußerlich anhangen (14). Dagegen weiß sich die katholische Kirche allen Getauften, auch wenn diese nicht in Gemeinschaft mit dem Papst stehen, vielfältig verbunden und betet um die Einheit aller Christen (15). Aber auch die Menschen, die das Evangelium nicht erreicht hat, sind auf das Gottesvolk hingeordnet, vor allem die Juden und die Muslime. Gott ist sogar den Heiden nicht fern, die ihn „in Schatten und Bildern“ suchen. Schließlich rettet er auch diejenigen, die ihn ohne Schuld nicht anerkennen, aber doch „ein rechtes Leben zu führen sich bemühen“ (16). Wie der Sohn vom Vater gesandt wurde, so sandte Christus die Apostel. „Jedem Jünger Christi obliegt die Pflicht, nach seinem Teil den Glauben auszusäen“, bis die ganze Welt Gott lobt und verherrlicht (17).

### III. Die hierarchische Verfassung der Kirche, insbesondere das Bischofsamt
Um das Volk Gottes zu weiden, sind gewisse Ämter im Dienste ihrer Brüder mit heiliger Vollmacht ausgestattet. Hirten sollen die Bischöfe sein. Das Konzil bekräftigt abermals den Primat des römischen Bischofs und sein unfehlbares Lehramt (18). Schon die Apostel wurden von Jesus nach Art eines Kollegiums eingesetzt und auf Petrus gegründet (19). Diese Sendung währt ewig. Daher haben die Apostel Nachfolger bestellt. Im Laufe der Zeit hat sich vor Presbytern und Diakonen das Amt der Bischöfe hervorgehoben (20). Die Bischöfe lenken das pilgernde Volk. In ihnen ist Christus anwesend. Ihnen ist die Fülle des Weihesakraments gegeben, die sie weitergeben können (21). Sie üben ihr Lenkungsamt in Einheit mit dem Papst, sowie in kollegialer Gemeinschaft mit den anderen Bischöfen aus. Zusammen mit dem Papst hat das Konzil der Bischöfe die höchste Lehrgewalt in der Kirche (22). Die Bischöfe arbeiten über die Grenzen ihrer Teilkirchen hinweg zusammen, etwa innerhalb der altehrwürdigen Patriarchate oder der jüngeren Bischofskonferenzen (23). Die kanonische Sendung der Bischöfe geschieht auf verschiedene Weise, bei jeweils gegebenem Vorbehaltsrecht des Papstes. Dieser kann den Bischöfen auch die apostolische Gemeinschaft verweigern, sie dürfen ihr Amt dann nicht ausüben (24). Die Bischöfe sind authentische Lehrer des Glaubens, in Einheit mit dem Papst sind sie sogar unfehlbar, letzterer auch allein. Dazu ist allerdings erforderlich, dass er diesen Anspruch auch in der sprachlichen Formulierung eigens zum Ausdruck bringt. Bischöfliche Definitionen stellen verbindliche Auslegungen des Glaubensgutes dar, allerdings keine neue Offenbarung (25). Wesentliche Aufgabe des Bischofs ist die Feier der Eucharistie, es gibt keine Eucharistie ohne ihn (26). Rechtlich ist den Bischöfen „die eigene, ordentliche und unmittelbare“ Gewalt über ihre Teilkirche gegeben, sie sind also keine Stellvertreter des Papstes, wenn auch die Ausübung ihrer Autorität von diesem abhängig ist (27). Das Dienstamt in der Kirche ist aber dreifach abgestuft. Abhängig von den Bischöfen sind die Priester (Presbyter) als Mitarbeiter der Bischöfe, die sie in ihren Gemeinden verkörpern (28). Noch eine Stufe tiefer stehen die Diakone, welche die Handauflegung „nicht zum Priestertum, sondern zur Dienstleistung empfangen“. Das Konzil stellt den Diakonat als eigenständigen Ordo wieder her und eröffnet ihn verheirateten Männern. Unverheiratete Diakone müssen allerdings ehelos bleiben (29).

### IV. Die Laien
Die Laien sind Teil des Volkes Gottes. Ihre Besonderheiten sollen in Grundzügen behandelt werden (30).
Als Laien werden hier alle Christgläubigen verstanden mit Ausnahme der Glieder des Weihe- und des Ordensstandes. Die Laien sind durch die Taufe Christus einverleibt und nehmen am priesterlichen, prophetischen und königlichen Amt Christi teil. Die Laien leben „in der Welt“ mit ihren „irdischen Aufgaben“ („Weltcharakter“). Sie suchen die „zeitlichen Dinge“ auf Christus hin „zu durchleuchten und zu ordnen“ und so das „Reich Gottes“ zu verwirklichen, indem sie „von innen her“ zur „Heiligung der Welt“ beitragen (31).
Laien und geweihte Amtsträger haben denselben Herrn, dieselbe Taufe, denselben Geist, denselben Glauben, dieselbe Würde und dieselbe Berufung zur Heiligkeit. Dem widerspricht nicht die Verschiedenheit der Aufgaben der Laien und der Hirten: Laien und Hirten sind eng verbunden, die Hirten sollen den Laien dienen und die Laien mit den Hirten als ihren Brüdern zusammen arbeiten (32).
Jeder Laie ist schon kraft Taufe und Firmung, gestärkt durch die Eucharistie, zum Apostolat in der Welt berufen. Einzelne Laien können beim Apostolat der Hierarchie unmittelbar mitarbeiten oder „zu gewissen kirchlichen Ämtern herangezogen“ werden (33).
Die Laien haben „Anteil“ am „Priesteramt zur Ausübung eines geistlichen Kultes zur Verherrlichung Gottes und zum Heil der Menschen“. Sie sind „geweiht und mit dem Heiligen Geist, gesalbt“ und „dazu berufen“, „alle ihre Werke, Gebete und apostolischen Unternehmungen, ihr Ehe- und Familienleben, die tägliche Arbeit, die geistige und körperliche Erholung“ als „geistige Opfern“ (1 Petr 2, 5) in der Eucharistie durch Christus Gott darzubringen und so „die Welt selbst Gott“ zu „weihen“ (34).
Christus erfüllt sein prophetisches Amt auch durch die Laien. Dies in besonderer Weise in der Ehe und in der Familie. „Dort haben die Eheleute ihre eigene Berufung, sich gegenseitig und den Kindern den Glauben und die Liebe Christi zu bezeugen.“ Bei einem Mangel an geweihten Amtsträgern können Laien „gewisse heilige Aufgaben stellvertretend erfüllen“. Jeder Laie muss sich um eine „tiefere Kenntnis der geoffenbarten Wahrheit bemühen“ (35).
Die Laien müssen „die innerste Natur der ganzen Schöpfung, ihren Wert und ihre Hinordnung auf das Lob Gottes anerkennen“ und sich „gegenseitig zu einem heiligeren Leben verhelfen“. Sie sollen auf Grund ihrer „Zuständigkeit in den profanen Bereichen“ durch ihre Arbeit dazu beitragen, dass die geschaffenen Güter „gemäß der Ordnung des Schöpfers“ allen Menschen dienen und gerechte soziale Verhältnisse entstehen, die der „Ausübung der Tugenden“ dienen. Ihre doppelte Zugehörigkeit zur Kirche einerseits und zur menschlichen Gesellschaft andererseits erfordert genaue Unterscheidung und sucht harmonische Verbindung. Die „eigenen Prinzipien“ der „weltlichen Bestrebungen“ sind zu achten, wobei sich die Laien jedoch „in jeder zeitlichen Angelegenheit vom christlichen Gewissen führen lassen müssen“. Ein Laizismus und eine Gesellschaft ohne Religionsfreiheit wird verworfen (36).
Alle Christgläubigen haben „das Recht, aus den geistlichen Gütern der Kirche, vor allem die Hilfe des Wortes Gottes und der Sakramente, von den geweihten Hirten reichlich zu empfangen“. Ihre Bedürfnisse und Wünsche dürfen und sollen sie offen und vertrauensvoll artikulieren. Die Amtsträger müssen sie respektieren und auch ihre irdischen bürgerlichen Freiheiten anerkennen (37).
Jeder Laie muss „vor der Welt Zeuge der Auferstehung und des Lebens Jesu […] und ein Zeichen des lebendigen Gottes sein“, so dass die Christen in der Welt das sind, was die Seele im Leib ist (38).

### V. Die allgemeine Berufung zur Heiligkeit in der Kirche
Da Christus die Kirche geliebt und sich zu ihrer Heiligung hingegeben hat, ist die Kirche „unzerstörbar heilig“. Daher sind in der Kirche alle berufen zu einer Heiligkeit, deren Gnadenfrüchte sich in der Lebensgestaltung kundtun (39). Doch sind Christi Anhänger nicht aufgrund ihrer Werke, sondern in Jesus dem Herrn gerechtfertigt, wenn auch immer wieder der Vergebung bedürftig. Wie Christus und schon so viele Heilige vor ihnen sollen sie dem Willen des Vaters in allem folgen (40). Dazu sind alle nach ihren eigenen Gaben und Gnaden gerufen: als Bischöfe, Priester, Diakone, Laien, als Eheleute und Eltern, Witwen, Unverheiratete und Arbeiter, als Arme, Schwache und Verfolgte. Sie alle werden „von Tag zu Tag mehr geheiligt, wenn sie alles aus der Hand des himmlischen Vaters im Glauben annehmen“ (41). An der Liebe zu Gott wie zum Nächsten erkennt man den wahren Christen. Nun hat keiner mehr Liebe als wer sein Leben für Jesus und die Brüder hingibt. Dieses Martyrium ist aber wenigen gegeben, dennoch sollen alle dazu bereit sein. Ferner wird die Heiligkeit besonders durch die Beachtung der „evangelischen Räte“ gefördert, durch die „Enthaltsamkeit um des Himmels willen“ als Quelle geistlicher Fruchtbarkeit, und durch Demut als Gleichgestaltung mit dem gehorsamen Christus (42).

### VI. Die Ordensleute
Bei der Befolgung der evangelischen Räte der gottgeweihten Keuschheit, der freiwilligen Armut und des Gehorsams bieten verschiedene von der Hierarchie geregelte Gemeinschaften Hilfen zum Fortschritt. Der Ordensstand ist dabei kein Zwischenstand zwischen Klerus und Laien, sondern wächst aus beiden Gruppen (43). Durch die Gelübde verpflichten sich die Gläubigen inniger auf den göttlichen Dienst, insbesondere zum Wohl der Kirche. Ihre Lebensform drückt die Erhabenheit des Gottesreichs vor allem Irdischen aus und ist deshalb ein unerschütterlicher Teil der Kirche, dennoch gehört ihr Stand nicht der Hierarchie an (44). Vielmehr lenkt und schützt die Hierarchie die vielfältigen Institute des vollkommenen Lebens. Der Papst kann sie der Jurisdiktion der Ortsbischöfe entziehen, doch schulden sie diesen nach wie vor Respekt. Die Kirche erhebt den Ordensberuf auch zur Würde eines eigenen kanonischen Standes (45). In den Ordensleuten soll Christus immer sichtbarer werden, indem sie das Reich Gottes verkünden, Kranke heilen, Sünder bekehren, Kinder segnen und in allem dem Vater gehorchen. In freiem Entschluss gefasst, bedeutet der Verzicht auf hochzuschätzende Werte sogar eine besondere Entfaltung der menschlichen Person. Sie sind auch der Gesellschaft nicht fremd und nutzlos, sondern legen ihr Fundament auf geistliche Weise in Gott. Daher lobt das Konzil die Ordensleute und bestärkt sie in ihren großmütigen Diensten für alle Menschen (46) und ruft sie zu Treue und Vollkommenheit auf (47).

### VII. Der endzeitliche Charakter der pilgernden Kirche und ihre Einheit mit der himmlischen Kirche
In der himmlischen Herrlichkeit wird die ganze Menschheit und die mit ihr innigst verbundene, „jetzt noch seufzende und in Wehen liegende“ Welt vollkommen erneuert werden. Diese Wiederherstellung hat in Christus bereits eingesetzt und setzt sich durch den Heiligen Geist in der Kirche fort (48). In der Erwartung der Wiederkehr des richtenden Herrn sind die Erdenpilger mit ihren entschlafenen Brüdern verbunden. Die Seligen legen beim Vater in brüderlicher Sorge Fürsprache für die Lebenden ein (49). Umgekehrt bringt die pilgernde Kirche Fürbitten für die Verstorbenen dar und ehrt in besonderer Weise das Gedächtnis der Apostel und Märtyrer, der Jungfrau Maria und der heiligen Engel und schließlich aller Heiligen, die der pilgernden Kirche Ansporn und Vorbild auf ihrem Weg sind. Alle Verehrung der Heiligen zielt letztlich auf Christus, der in ihnen verherrlicht ist. Besonders in der Liturgie stimmt die Kirche schon jetzt in den Kult der himmlischen Kirche ein (50). Diesen Glauben übernehmen die Väter von vorangegangenen Konzilien, mahnen aber zur Abstellung von Missbräuchen und Übertreibungen. Echte Heiligenverehrung sucht „im Wandel das Vorbild, in der Gemeinschaft die Teilnahme, in der Fürbitte die Hilfe“. Am Ende der Zeit wird die ganze Kirche der Heiligen in höchster Seligkeit Gott anbeten (51).

### VIII. Die selige jungfräuliche Gottesmutter Maria im Geheimnis Christi und der Kirche
I. In Maria ist das Wort in die Zeit eingetreten. Dies Mysterium setzt die Kirche fort (52). In Hinblick auf die Verdienste ihres Sohnes, mit dem Maria in unauflöslicher Verbindung steht, genießt sie Vorrang vor allen himmlischen und irdischen Geschöpfen. Maria ist Mutter der Glieder Christi, ist Mutter der Kirche (53). Das Konzil will aber die Rolle Mariens hier „mit Bedacht“ nur im Rahmen der Lehre von der Kirche beleuchten, ohne einer vollständigen theologischen Lehre über Maria vorzugreifen. Alle katholischen Lehrmeinungen behalten daher ihr Recht (54).
II. In Maria erfüllt sich die Verheißung vom Sieg der Frau über die Schlange. Maria „ragt unter den Demütigen und Armen des Herrn hervor, die das Heil mit Vertrauen erhoffen und empfangen“ (55). Wegen ihrer freien und nicht bloß passiven Bejahung der Menschwerdung Gottes ist sie ihrer Aufgabe entsprechend begnadet worden. Daher wird sie traditionell als heilig und von allem Sündenmakel frei bezeichnet (56). Ihre enge Verbindung mit dem Sohn lässt sich in Jesu Leben verfolgen, in Jesu Geburt und Darstellung im Tempel (57), vom Beginn des öffentlichen Wirkens Jesu bei der Hochzeit zu Kana bis hin zum Kreuz, wo Jesus seine Mutter dem Jünger anvertraute (58). Auch am Pfingsttag war sie bei den Aposteln und wurde schließlich in die himmlische Herrlichkeit aufgenommen (59).
III. Marias Zuwendung zu den Menschen verdunkelt oder mindert keineswegs die einzige Mittlerschaft Christi. Ihr heilsamer Einfluss entspringt keiner Notwendigkeit, sondern dem Wohlgefallen Gottes und hängt vollständig von Christi Mittlerschaft ab (60). Nach göttlichem Ratschluß hat Maria durch Jesu Empfängnis, Geburt und Erziehung beim Werk des Erlösers in einzigartiger Weise mitgewirkt, indem sie den Menschen die Gnade geboren hat (61). Diese Mutterschaft dauert unaufhörlich fort. Selbst in den Himmel aufgenommen, erwirkt sie den Menschen durch ihre Fürbitte die Gaben ewigen Heils. Diese untergeordnete Aufgabe Mariens bekennt, erfährt und legt die Kirche den Gläubigen ans Herz (62). Maria ist der Typus der Kirche hinsichtlich ihres Glaubens, ihrer Liebe und ihrer Einheit mit Christus (63). So wird auch die Kirche selbst Mutter und Jungfrau genannt: Mutter, indem sie durch Taufe und Verkündigung Kinder Gottes gebiert, Jungfrau in unversehrter Treue zu ihrem Bräutigam (64). Maria ist aber das Urbild der schon vollendeten Kirche, während die Gläubigen noch mit der Sünde kämpfen und in Heiligkeit wachsen müssen. Durch Versenkung in Maria aber werden sie ihr immer ähnlicher (65).
IV. Mit Recht wird Maria als Gottesgebärerin verehrt, denn „selig werden mich preisen alle Geschlechter, da mir Großes getan hat, der da mächtig ist“. Dieser Kult ist aber wesentlich verschieden von der Anbetung, die allein der göttlichen Dreifaltigkeit dargebracht wird (66). So ruft das Konzil zur Förderung der Marienfrömmigkeit auf, ermahnt die Theologen und Prediger aber gleichzeitig, sich dabei falscher Übertreibung zu enthalten und Marias Christusbezug nie aus den Augen zu lassen, damit bei den „getrennten Brüdern“ kein falsches Bild von der Lehre der Kirche entstehe (67).
V. Wie Maria, im Himmel schon verherrlicht, Bild und Anfang der künftig zu vollendenden Kirche ist, so leuchtet sie schon jetzt dem wandernden Gottesvolk voran (68). Das Konzil drückt seine Freude aus, dass Maria auch bei vielen der getrennten Brüder verehrt wird, und ruft alle Christen auf, Marias Fürbitte zu erflehen, „bis alle Völkerfamilien, mögen sie den christlichen Ehrennamen tragen oder ihren Erlöser noch nicht kennen, in Friede und Eintracht glückselig zu einem Gottesvolk versammelt werden, zur Ehre der heiligsten und ungeteilten Dreifaltigkeit“ (69).

### Anhänge
Der Konstitution sind zwei kürzere Bekanntmachungen beigefügt:

#### Erklärung über den Verbindlichkeitsgrad der dogmatischen Konstitution
Das Konzil definiert „nur das als für die Kirche verbindliche Glaubens- und Sittenlehre, was es selbst deutlich als solche erklärt.“ Alles Weitere ist als Lehre des obersten kirchlichen Lehramtes anzunehmen und festzuhalten und so auszulegen, wie es nach den „allgemeinen, allseits bekannten“ Grundsätzen der theologischen Interpretation „aus dem behandelten Gegenstand oder aus der Aussageweise sich ergibt.“

#### Erläuternde Vorbemerkung zum dritten Kapitel der Konstitution
„Kollegium“ der Bischöfe meint keinen Kreis von Gleichrangigen, die etwa ihre Gewalt auf ihren Vorsitzenden übertrügen, sondern einen festen Kreis, dessen Struktur und Autorität der Offenbarung zu entnehmen sind. Glied des Kollegiums wird man kraft der Bischofsweihe und durch die hierarchische Gemeinschaft mit Haupt und Gliedern des Kollegiums. Zur Freigabe der Vollmachten muss zur Weihe allerdings noch die kanonische Bestimmung durch die hierarchische Obrigkeit hinzukommen.
Das Kollegium als „Träger der höchsten und vollen Gewalt über die ganze Kirche“ wird immer zusammen mit seinem Haupt verstanden. Man unterscheidet also nicht zwischen dem Papst einerseits und der Gesamtheit der Bischöfe andererseits, sondern zwischen dem Papst für sich und dem Papst vereint mit den Bischöfen.
Als Haupt des Kollegiums kann der Papst manche Handlungen allein vollziehen, die den Bischöfen in keiner Weise zustehen, etwa das Kollegium einberufen und leiten, die Richtlinien für das Verfahren approbieren usw. Diese Vollmacht kann er jederzeit nach Gutdünken ausüben, das Kollegium hingegen handelt nur gelegentlich in einem (im strengen Sinne) kollegialen Akt und nicht ohne Zustimmung des Hauptes.

## Entstehungsgeschichte
Der erste Entwurf der Konstitution wurde von der Vorbereitungskommission De doctrina fidei et morum („Für Fragen der Glaubenslehre und der Sitten“) erarbeitet, die dem Heiligen Offizium zugeordnet war und unter der Leitung von dessen Präfekten, Kardinal Alfredo Ottaviani, stand. Dieser Entwurf war weniger eine systematische Darstellung des römisch-katholischen Kirchenverständnisses, als vielmehr eine lose Folge von Einzelproblemen, von denen viele im Lauf der weiteren Arbeit in Einzeldekrete ausgelagert wurden, so etwa in das Dekret über die Hirtenaufgabe der Bischöfe, über das Ordensleben, den Laienapostolat, die Missionstätigkeit und den Ökumenismus.
Auf Grundlage dieses Entwurfes der Theologischen Vorbereitungskommission wurde das Kirchenschema in den ersten drei Sitzungsperioden (1962–1964) diskutiert und intensiv umgearbeitet. Am 21. November 1964 ergab die Schlussabstimmung schließlich 2151 Ja- zu 5 Nein-Stimmen und die Konstitution wurde offiziell promulgiert.
In der zweiten Sitzungsperiode Ende 1963 entschied das Konzil „mit Bedacht“ (Art. 54), die Gottesmutter Maria im Kontext dieser Kirchenkonstitution zu würdigen – und nicht, wie ursprünglich vorgesehen, in einem eigenen Konzilsdokument, für das der Peritus Karlo Balić OFM (1899–1977) und andere den Entwurf „De beata Maria virgine“ vorbereitet hatten. Diese Entscheidung war allerdings sehr umstritten und fiel mit 1114 gegen 1074 Stimmen denkbar knapp, da die Minderheit eine Marginalisierung der Bedeutung Mariens befürchtete. Paul VI. unterstrich aber ihre Bedeutung, indem er am Tag der Schlussabstimmung Maria zur Mater Ecclesiae, zur Mutter der Kirche erklärte.
Um einer Minderheiten-Gruppe von Konzilsvätern entgegenzukommen, welche die päpstliche Autorität gefährdet sah, wurden außerdem zwei Anhänge veröffentlicht.

## Einzelprobleme

### Ekklesiologie
Die Kongregation für die Glaubenslehre hat zuletzt am 29. Juni 2007 in einigen Responsa ad quaestiones bekräftigt, dass das Konzil die Lehre von der Kirche nicht verändert, sondern entfaltet habe. Wenn es in Art. 8 heißt, die Kirche des Glaubensbekenntnisses „subsistit in“ der katholischen Kirche unter Leitung des Nachfolgers Petri – statt „est“ in der vorhergehenden Entwurfsfassung –, bedeute dies keine Aufweichung, sondern eine Ausweitung des Prinzips, dass die katholische Kirche mit der Stiftung Christi vollidentisch sei, wenn auch mit Mängeln in der Universalität behaftet. Die Kirchen der Reformation wären demzufolge als „kirchliche Gemeinschaften“, nicht im vollen Sinne als Kirchen zu bezeichnen. Diese Auffassung der Glaubenskongregation ist allerdings auch unter römisch-katholischen Konzilsexperten umstritten.

### Priesteramt
Zwischen der Aufwertung und Definition der Bischöfe einerseits und der Aufwertung der Laien im Allgemeinen Priestertum andererseits bleibt die Rolle und Identität der Priester wenig profiliert. Die „nachkonziliare Krise“ entwickelte sich aber insbesondere als Krise um Leben und Dienst der Priester.

## Auswirkungen
Die Kirchenkonstitution ist weniger ins Bewusstsein der Öffentlichkeit gelangt als etwa die Liturgiekonstitution. Dennoch ist sie für das Selbstverständnis der katholischen Kirche wie gerade auch für den ökumenischen Dialog sehr bedeutend.

## Text und Kommentar
- Constitutio dogmatica de Ecclesia / Dogmatische Konstitution über die Kirche. Lateinischer Text aus Acta Apostolicae Sedis 57 (1965), 5–75. Deutsche Übersetzung besorgt im Auftrag der deutschen Bischöfe; von den deutschen Bischöfen genehmigte verbesserte Fassung von 1966. [Geschichtliche Einleitung von Gérard Philips; Kommentar von Aloys Grillmeier SJ, Karl Rahner SJ, Herbert Vorgrimler, Ferdinand Klostermann, Friedrich Wulf SJ und Otto Semmelroth SJ]. In: LThK², Das Zweite Vatikanische Konzil, Konstitutionen, Dekrete und Erklärungen, Lateinisch und Deutsch. Kommentare, Teil I, Herder-Verlag, Freiburg im Brsg. 1966, S. 139–359. (Nachdruck 1986, ISBN 3-451-20756-7) Ausführlich eingeleiteter und kommentierter lateinisch-deutscher Paralleltext.
- Die Dogmatische Konstitution über die Kirche „Lumen gentium“. In: Karl Rahner / Herbert Vorgrimler: Kleines Konzilskompendium. Sämtliche Texte des zweiten Vatikanums. Herder-Verlag, Freiburg im Breisgau 22. Auflage 1990, S. 105–200. [Einleitung und dt. Text]